# Tallinna Jalgpalliklubi Legion
Il Tallinna Jalgpalliklubi Legion, noto più semplicemente come TJK Legion o Legion Tallinn, è una società calcistica estone con sede nella città di Tallinn. Milita in Esiliiga B, la terza serie del campionato nazionale.

## Storia
Nacque nel 2008 dalla fusione tra il TJK (Tallinn Jalgpalliklubi) e il SK Legion Tallinn e partecipò alla II Liiga classificandosi al secondo posto; vinse poi gli spareggi contro Nõmme United e Ajax Lasnamäe e fu promosso in Esiliiga.
Disputò la seconda serie per tre stagioni, ottenendo due sesti posti e il nono posto nel 2011, che lo fece retrocedere in II Liiga. L’anno successivo arrivò quarto nel girone Nord-Est ma venne ammesso nella nuova terza serie, l’Esiliiga B. Qui si classificò settimo nel 2013 e ultimo nel 2014 scendendo ancora una volta in II Liiga.
Dopo tre stagioni, nel 2017 ha vinto il girone Nord-Est di II Liiga ed è tornato in Esiliiga B: la stagione 2018 è trionfale e il TJK Legion vince il campionato conquistando la promozione con dieci giornate di anticipo e segnando il record di punti (98 in 36 partite). 
Anche in Esiliiga 2019 la squadra macina vittorie e punti: la matematica promozione in Meistriliiga viene raggiunta a sei giornate dal termine e nella partita successiva arriva anche la vittoria del campionato. Il TJK Legion conclude così la stagione con 91 punti, aggiornando il record dell’Esiliiga, con un vantaggio di diciotto punti sul Flora Tallinn Under-21 e di ventiquattro sul Vaprus Pärnu, vincendo inoltre il proprio campionato per il terzo anno consecutivo.
Nel 2020 esordisce in Meistriliiga e cambia campo di gioco trasferendosi dal Wismari Staadion al Kadrioru, lasciato vacante dal Levadia Tallinn già spostatosi all’A. Le Coq Arena. Il campionato, sospeso e ripartito a maggio a causa della pandemia di COVID-19, inizia con un tour de force in cui il TJK Legion affronta Flora Tallinn, Levadia Tallinn e Kalju Nõmme: con quest'ultimo ottiene la prima vittoria in Meistriliiga e anche successivamente si dimostra più competitivo rispetto alle neopromosse degli anni precedenti, riuscendo a tenersi dietro squadre affermate come Trans Narva, Kuressaare e Kalev Tallinn e a concludere la stagione d'esordio in massima serie al 7º posto.
In Meistriliiga 2021 riesce ad accedere alla poule scudetto col quinto posto nella stagione regolare, piazzamento che infine rimane tale con 40 punti.
Nel 2022 il club riscontra dei problemi finanziari e avvia tardivamente la richiesta della licenza per partecipare alla Meistriliiga, il che comporta una penalizzazione di 4 punti da scontare in campionato. Durante la stagione rimane sempre in bassa classifica ma evita la retrocessione classificandosi al nono posto e poi vincendo lo spareggio contro l'Elva. Tuttavia, il 23 dicembre viene constatato che le difficoltà finanziarie non consentono di mantenere la massima serie, pertanto il TJK Legion scende in Esiliiga.
Nel 2023 si trasferisce dal Kadrioru allo Sportland Arena. Anche in Esiliiga stenta a ottenere risultati, rimanendo insieme all'Alliance Ida-Virumaa a fondo classifica e accumulando un netto distacco dalle altre squadre che lo precedono, tanto da retrocedere matematicamente in Esiliiga B diverse giornate prima del termine della stagione, col penultimo posto finale.
In Esiliiga B 2024 arriva terzo dietro alle squadre Under-21 di Tammeka Tartu e Kalju Nõmme e si qualifica allo spareggio promozione/retrocessione, ma è sconfitto nel doppio confronto dall'Elva (0-3 in casa e 6-0 in trasferta).

## Statistiche

### Partecipazione ai campionati
| Livello | Categoria    | Partecipazioni | Debutto | Ultima stagione | Totale |
| ------- | ------------ | -------------- | ------- | --------------- | ------ |
| 1º      | Meistriliiga | 3              | 2020    | 2022            | 3      |
| 2º      | Esiliiga     | 5              | 2009    | 2023            | 5      |
| 3º      | II Liiga     | 2              | 2008    | 2012            | 7      |
| 3º      | Esiliiga B   | 5              | 2013    | 2025            | 7      |
| 4º      | II Liiga     | 3              | 2015    | 2017            | 3      |

## Palmarès

### Competizioni nazionali
- Esiliiga: 1

2019
- Esiliiga B: 1

2018
- II Liiga: 1

2017 (girone Nord/Est)

### Altri piazzamenti
- Esiliiga B:

Terzo posto: 2024